# Criminalística

Impressió d'una empremta dactilar.

La criminalística  és un conjunt de tècniques i procediments d'investigació l'objectiu dels quals és el descobriment, explicació i prova dels delictes, així com la verificació dels seus autors i víctimes. La criminalística es val dels coneixements científics per reconstruir els fets. El conjunt de disciplines auxiliars que la componen es denominen ciències forenses .
La paraula  forense  ve de l'adjectiu llatí  forensis , que significa "pertanyent o relatiu al fòrum". A l'antiga Roma, una imputació per crim suposava presentar el cas davant d'un grup de persones notables en el fòrum. Tant la persona a qui s'acusava per haver comès el crim com el denunciant havien d'explicar la seva versió dels fets. L'argumentació, les proves i el comportament de cada persona determinava el veredicte.

## Definició
En les concepcions actuals sobre la criminalística existeixen alguns punts de controvèrsia. D'una banda, algunes definicions consideren la criminalística com a auxiliar del dret penal, mentre altres consideren que és aplicable en el dret en general. El doctor Rafael Moreno González, tractant de ser molt explícit, presenta una definició simple però útil: "la ciència del petit detall". Cèsar August Osorio i Nieto assenyala que és "la disciplina o conjunt de coneixements que té per finalitat determinar, des d'un punt de vista tècnic pericial, si es va cometre o no un delicte, com es va dur a terme i qui el va realitzar". En el marc actual, podem definir-la com "la disciplina que aplica els coneixements, mètodes i tècniques d'investigació de les ciències naturals en l'examen del material sensible significatiu relacionat amb un presumpte fet delictiu, per tal de determinar la seva existència, o bé reconstruir-lo, per assenyalar i precisar la intervenció d'un o diversos subjectes, arribant així a la veritat històrica del fet."

## Història
La primera disciplina precursora de la criminalística va ser el que en l'actualitat es coneix com a dactiloscòpia, ciència que estudia les empremtes dactilars. La criminalística tal com l'entenem neix de la mà de la medicina forense, entorn del segle xvii, quan els metges prenen part en els procediments judicials. Abans de conèixer el desenvolupament i evolució de la criminalística hem de distingir dues etapes (dels representant parlarem posteriorment):
- Etapa equívoca: Eugene Francois Vidoq (1811).
- Etapa científica: Alphonse Bertillon (1879), Juan Vucetich (1892), William Herschel, Francis Galton.

Alguns dels primers usos pràctics de la recerca mitjançant les impressions dactilars són acreditats als xinesos, que les aplicaven diàriament en els seus negocis i empreses legals, mentre el món occidental es trobava en el període conegut com l'edat fosca.
Kia Kung-Ien, historiador xinès de la dinastia Tang, als seus escrits de l'any 650, va fer esment a la identificació mitjançant les impressions dactilars en un comentari sobre un antic mètode en l'elaboració de documents legals. D'aquí es dedueix que per a l'any 650 els xinesos ja utilitzaven les impressions dactilars en els seus tractes comercials i, en aquest mateix any, feien esment al mètode anterior a l'ús de les impressions consistents en la utilització de plaques de fusta amb osques iguals retallades als mateixos llocs dels costats, les quals conservaven les parts del contracte i, igualades aquestes taules, es podia constatar l'autenticitat o falsedat dels contractes de referència.
Molts anys després, el 1575, sorgeix una altra altra ciència precursora de la criminalística: la medicina legal, iniciada pel francès Ambrosio Paré i desenvolupada per Paolo Sacchias el 1651.
En 1665, Marcello Malpighi observava i estudiava els relleus dactilars de les puntes dels dits i palmes de les mans. Una de les primeres publicacions a Europa sobre l'estudi de les impressions dactilars va aparèixer a Anglaterra en 1684, realitzada pel Dr. Nehemiah Grew.

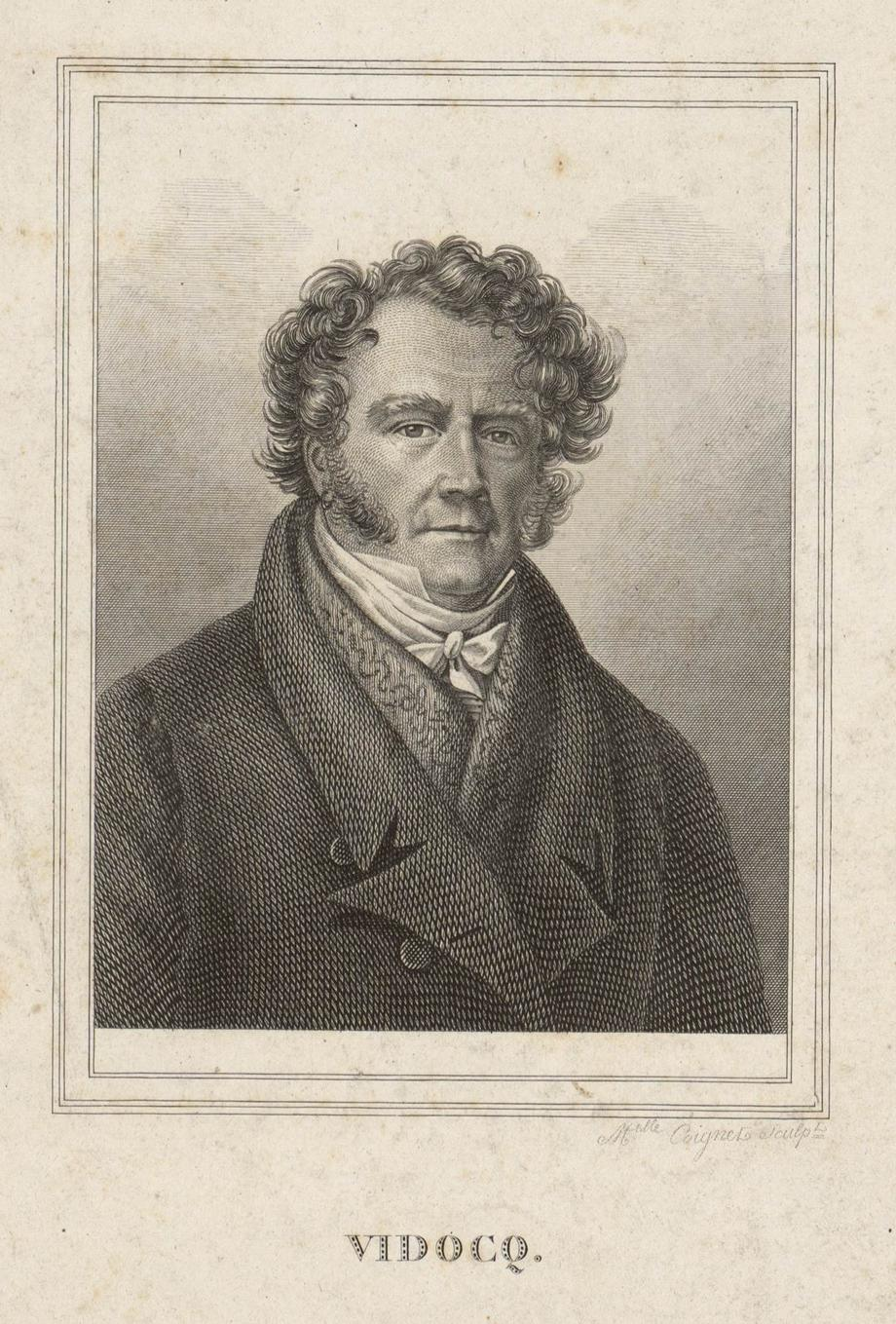
Eugène François Vidocq.

El 1809 el cèlebre delinqüent francès Vidocq va ser inclòs en les files de la policia francesa i aviat va esdevenir el primer director de la Seguretat Nacional (sûreté Nationale). Va incloure multitud d'avenços en el camp de la investigació criminal. A ell se li atribueix el registre i creació d'expedients amb les indagacions dels casos i la introducció dels estudis de balística. Va ser el primer a utilitzar motlles per recollir empremtes de l'escena del crim, definint la lofoscòpia. Les seves tècniques antropomètriques tindrien gran repercussió.
El 1823, un tractat escrit per l'anatomista, fisiòleg i botànic txec Jan Evangelista Purkyně descriu els tipus d'empremtes dactilars, i les va classificar en 9 grups. Durant aquest mateix any, Huschke descobrí els relleus triangulars, coneguts com a deltes, de les empremtes dactilars. El 1835 apareix un altre dels primers precursors de la balística, Henry Goddard. El 1840, amb l'espanyol Mateu Orfila neix la Toxicologia, ciència que estudia els efectes de les toxina sobre verins vegetals, animals i minerals, tant com tractament mèdic o intoxicació. L'aportació d'aquesta ciència a la reconstrucció d'homicidis i suïcidis és enorme. William Herschel, el 1858, va adoptar l'ús de les impressions dactilars per evitar la suplantació.
Alphonse Bertillon va crear a París el Servei d'Identificació Judicial el 1882, donat a conèixer el 1885, i es va adoptar de forma oficial el 1888. Aquest mètode antropomètric es basava en el registre de les diferents característiques òssies mètriques i cromàtiques de la gent major de 21 anys en 11 diferents parts del cos. En aquesta època Bertillon publicà una tesi sobre el retrat parlat. Des del 1884, Bertillon va prendre fotografies dels llocs dels fets amb tots els seus indicis. Va ser el 1886 quan Alan Pinkerton va posar en pràctica la fotografia criminal per reconèixer els delinqüents. A Londres, Sir Francis Galton, el 1885, va instal·lar els fonaments per a la solució del problema que representava fer una classificació de les impressions dactilars. El 1905 modificà el seu sistema esmentat en "Fingerprint Directories".
El 1896 Juan Vucetich va aconseguir que la Policia de la Província de Buenos Aires (a la ciutat de La Plata), Argentina, deixés d'utilitzar el mètode antropomètric de Bertillon i va reduir a quatre els tipus fonamentals de Dactiloscòpia, determinats per la presència o absència dels deltes.
Ottrolenghi i Alongi, el 1899 van fundar una revista anomenada  Polizia Scientifica . Lombroso, Ferri i Alongi sol·licitaren una policia judicial Científica a Itàlia.
El més il·lustre i distingit criminalista de tots els temps és Hans Gross (1847 - 1915); és considerat el pare de la criminalística. A ell es deu la generalització del terme criminalística amb el qual es referia al «anàlisi sistemàtica de les empremtes deixades pel culpable». Va exercir el càrrec de magistrat i va ser professor de dret penal a les universitats de Czernowitz i Graz. L'elaboració del  Manual del jutge com a Sistema de Criminalística  el va portar 20 anys d'experiències i intensos treballs. El 1912 va inaugurar el "Reial i Imperial Institut de Criminologia de la Universitat de Graz", únic a escala mundial. Els resultats del seu treball van ser determinants fins ben entrat el segle xx i el mètode científic, conegut sota el nom de "escola criminològica de Graz", el va fer famós a tot el món.
A Mèxic, el professor Carlos Roumagnac escrivia, el 1904, els primers fonaments d'Antropologia criminal. Constancio Bernaldo de Quiroz, a Espanya, va reduir a tres les fases de formació i evolució de la policia científica el 1908. El gener de 1920, el professor Benjamín Martínez va fundar a la Ciutat de Mèxic el gabinet d'identificació i el laboratori de criminalística en la llavors prefectura de Policia del Districte Federal. el 1928 el criminalista francès Edmon Locard enuncia el "Principi d'intercanvi de Locard", que diu que «sempre que dos objectes entren en contacte transfereixen part del material que incorporen a l'altre objecte». El principi ha permès obtenir indicis rellevants en nombrosos llocs, des empremtes en el fang o les seves restes en pneumàtics i calçat, fins empremtes dactilars o restes en les ungles. El 1935, Carlos Roumagnac, Benjamín Martínez i Fernando Beltrán, entre d'altres, van instituir una escola per a policies en la qual s'ensenyava criminalística. El 1938, el Dr. José Gómez Roureda va implantar l'aplicació de la Criminalística a la Procuradoria General de Justícia al DF.
En l'actualitat cal destacar al biòleg i criminalista alemany Mark Benecke (n. 1970), especialista en entomologia forense.

## Metodologia de la investigació criminalística
En la criminalística existeixen aplicacions clàssiques, com la fotografia, planimetria, balística, química, dactilografia i dactiloscòpia, mecànica, urbanisme i paisatgisme, ecologia i informàtica, entre d'altres.

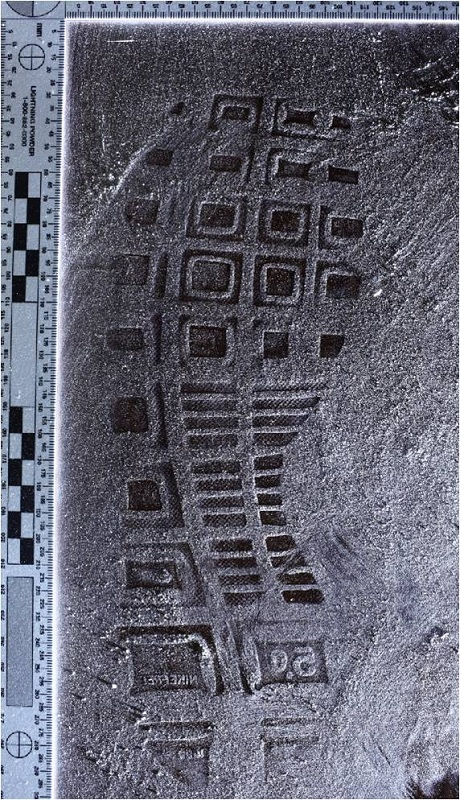
Foto de la impressió realitzada per la sabata esquerre d'un sospitós.

Els estudis criminalístics es basen en mètodes i tècniques pròpies del treball de diferents disciplines, ciències auxiliars i laboratoris pericials, entre els quals es troben:
- Art forense : El retrat compost o parlat, realitzat a partir de la memòria de la víctima, és el més famós, però també es porten a terme dibuixos amb base a vídeos i fotos, i progressions d'edat en cas de persones desaparegudes. Utilitzen un restirador, llapis, testimoni, ja siguin verbals o amb fotos i vídeos, per oferir opcions a l'artista.
- Antropologia forense : Per poder determinar el sexe, talla, edat, grup ètnic, i fins i tot arribar a la reconstrucció facial de restes humanes, calen diverses setmanes de treball al laboratori antropològic.
- Balística forense : La balística forense, com a branca de la balística general i part fonamental de la Criminalística, té com a objectiu que en els seus laboratoris es duguin a terme tots els procediments i estudis necessaris dels cartutxos, bales i armes relacionades amb els homicidis, suïcidis, accidents i lesions personals.
- Biologia forense : Consisteix en la recopilació, identificació i estudi d'éssers vius que poden funcionar com a evidència en matèries legals, especialment en casos que puguin arribar a un tribunal de justícia.[4]
- Dactiloscòpia : Encara que la gran majoria de les impressions dactilars poden trobar-se al lloc dels fets, en altres casos cal que els objectes que possiblement tinguin empremtes latents siguin traslladats als laboratoris per a la seva reactivació utilitzant pols, vapors de iode, cià-acrilat de sodi o mitjançant el raig làser.
- Documentoscòpia : la paraula s'origina a partir de la conjunció del vocable llatí "Documentum" (ensenyar, mostrar) i del grec "skopein" (vegeu, observar) i, juntament amb la paraula "Documentologia" se es fa servir per nomenar el conjunt estructurat i sistematitzat de coneixements i procediments tècnic-científics dins de la Criminalística dirigits a l'estudi dels documents en general, característiques, forma de confecció, alteracions, etc., com també a la recerca de manuscrits i/o firmes que ells continguin i que siguin d'interès per a la recerca que es fa, pertanyi aquesta al fur judicial o al privat.
- Entomologia forense : L'entomologia forense es basa en la successió ecològica dels artròpodes que s'instal·len en un cadàver per determinar la data de la mort. És especialment útil en cadàvers amb diversos dies, setmanes o mesos d'antiguitat.
- Fesomia forense : Reconstrueix les característiques d'un rostre amb l'ajuda de materials emmotllables. Utilitza un motlle de crani de plàstic amb diverses capes de material per simular la pell, espàtules d'escultor, pintures. En moltes agències s'utilitzen programes d'ordinador per modelar ossos, músculs i pell en 3D.
- Fotografia forense : La participació del fotògraf per a la fixació fotogràfica de l'escena i tot el relacionat amb la mateixa és fonamental, però és només la primera part del seu treball, ja que posteriorment haurà de traslladar-se al laboratori de fotografia forense per dur a terme el revelat del material amb el qual seran il·lustrats els dictàmens.
- Genètica Forense : L'estudi de material biològic, com la saliva, semen, sang, cabells i altres teixits, permeten tipificar l'àcid desoxiribonucleic (ADN), mètode identificatori modern i que per la seva gran precisió s'ha denominat empremta genètica.
- Fet de trànsit : Mitjançant l'aplicació de diferents tècniques d'anàlisi química, poden examinar els fragments de pintura, efectuant distincions pel que fa a la calor i els compostos d'aquestes.
- Hematologia : En aquesta especialitat l'aplicació de la química és fonamental si una taca que es va trobar al lloc del fet és sang i si aquesta és d'animal o humana; en cas de tractar de sang humana es determinaran els grups, subgrups i el factor RH.
- Incendis i explosius : Per a l'estudi dels residus que deixen els incendis i les explosions, poden utilitzar la cromatografia de capa fina, la cromatografia gas-líquid i la cromatografia líquida d'alt rendiment; podent determinar el tipus de substància que es va utilitzar.
- Informàtica Forense : estudi i anàlisi de delictes digitals emprant ordinadors, mitjans electrònics i les tecnologies d'informació per fets punibles.
- Medicina forense : Si es considera que el laboratori és el lloc on es realitzen treballs d'investigació científica, bé pot estimar-se el necrocomio als serveis mèdics forenses, com els laboratoris que utilitzen els metges per a l'estudi minuciós del cadàver, i la seva identitat i causa de la mort.
- Meteorologia forense : És l'anàlisi de les condicions climàtiques passades d'un lloc específic. És una branca bastant emprada en els processos judicials en què participen companyies d'assegurances i també en les investigacions d'homicidis.
- Odontologia forense : La utilització del laboratori en l'odontologia forense es realitza quan cal obtenir o elaborar motlles per determinar les característiques dentals d'un individu.
- Patologia forense : Estudia les pistes que porten a la causa de la mort presents en el cos com un fenomen mèdic.
- Peritatge cal·ligràfic : Permet establir l'autenticitat de documents, mitjançant estudi de traços d'escriptura o signatures, anàlisi de tinta, paper o impressions de màquines d'escriure. Se li confon amb la grafologia de la qual es diu que pot detectar personalitats o sexe però no té prou estudis científics.
- Piloscopia : mitjançant l'estudi químic pot determinar si el pèl en estudi es tracta de pèl humà o d'animal, així com altres característiques.
- Psicologia forense : Comprèn un ampli rang de pràctiques que involucren principalment avaluacions de capacitat dels acusats, informes a jutges i advocats i testimoniatge en jutjats sobre temes determinats.
- Química forense : En aquesta important especialitat s'apliquen tots els coneixements i tècniques químiques a fi de conèixer la naturalesa de qualsevol substància o element. La seva participació en la investigació és multidisciplinària i interdisciplinària amb altres ciències forenses.
- Toxicologia forense : Pot ser aplicada a subjectes vius o morts. En persones vives es prenen mostres d'orina i de sang. En l'orina pot determinar, principalment, la presència de medicaments i drogues d'addicció; en la sang pot trobar alcohol etílic.

Gràcies a la criminalística, la investigació policial es veu avalada per tècniques reconegudes i indesmentibles, basades en el coneixement i l'experimentació científica.
Els principis fonamentals del  procés criminalístic  inclouen:
1. Protecció del lloc dels fets.
2. Observació del lloc dels fets.
3. Fixació del lloc dels fets.
4. Aixecament d'indicis.
5. Subministrament d'indicis al laboratori.

## Ciències forenses

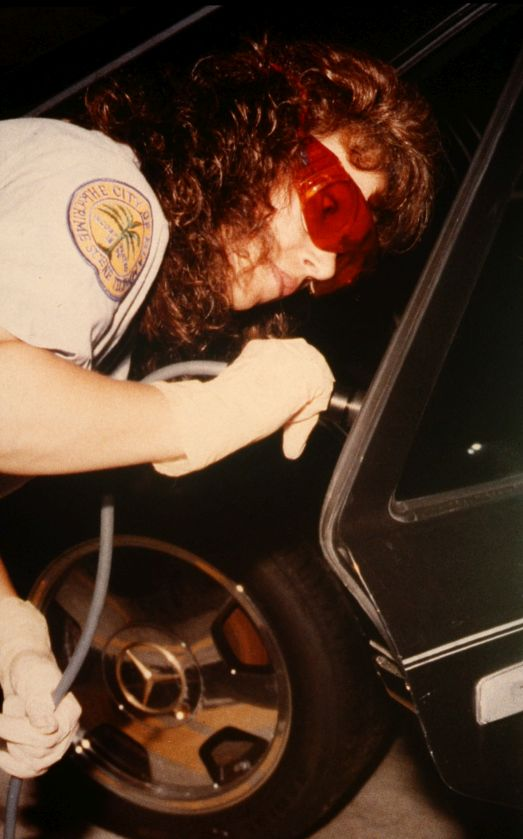
Treball de forense. Recollida d'evidències (fibres i partícules) en un vehicle emprant una aspiradora de buit

Les ciències forenses són un conjunt de disciplines que tenen per objectiu comú la materialització de la prova a efectes judicials mitjançant una metodologia científica. Qualsevol titulat en ciències pot esdevenir forense en el moment en què serveix per al procediment judicial. Si bé les principals són:
- Antropologia
- Biologia
- Grafologia
- Medicina legal i forense
- Odontologia forense
- Psicologia forense
- Lingüística forense
- Química
- Toxicologia

## Cultura popular

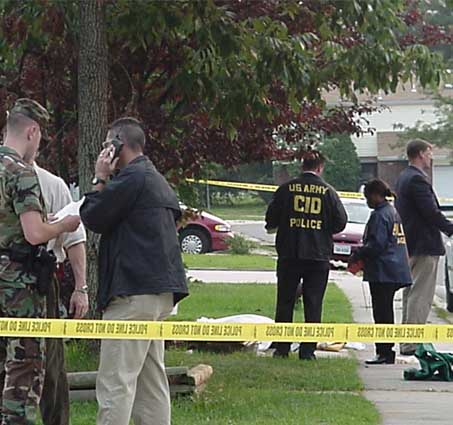
Agents especials CID de l'exèrcit dels EUA analitzant l'escena del crim.

Probablement els populars casos del francès Vidocq, director de la Seguretat Nacional (Sûreté Nationale), van influir en la producció literària de Víctor Hugo, Dickens i Honoré de Balzac. Amb el detectiu de ficció Auguste Dupin, engendrat per Edgar Allan Poe, apareixen els primers relats policials de la literatura. Però va ser Sherlock Holmes, personatge ideat per Sir Arthur Conan Doyle, qui utilitza per primera vegada la ciència forense com un dels seus mètodes d'investigació. Conan Doyle va reconèixer haver-se inspirat en el cirurgià i forense Joseph Bell per a la creació del seu personatge. Joseph Bell havia estat el seu mestre a l'escola de medicina de la Universitat d'Edimburg.
Dècades més tard, el còmic Dick Tracy també va incloure un detectiu que feia servir un nombre considerable de mètodes forenses, encara que de vegades els mètodes eren més fantasiosos que reals.
L'advocat defensor Perry Mason ocasionalment feia servir les tècniques forenses, tant en les novel·les com en les sèries de televisió.
En els últims anys, han adquirit especial popularitat les sèries de televisió policials en què es resolen crims, entre les quals hi ha CSI, Crossing Jordan, Criminal Minds, The Mentalist, Bones, Law & Order: Criminal Intent, NCIS, Cold Case, Dexter, Numb3rs, Silent Witness, etc. La majoria representa amb glamur les activitats dels científics forenses. Alguns sostenen que aquests programes de televisió han canviat les expectatives que les persones tenen de les ciències forenses.
A la televisió també s'emeten programes de no-ficció sobre les ciències forenses com Forensic Files, emès a Espanya en LaSexta.